# Юберки
Ю́берки (рос. Юберки) — присілок у складі Ярського району Удмуртії, Росія.
У перекладі з удмуртської мови «Юбер» означає шпак. Перша згадка присілка в літописі — початок 1600-их років.

## Населення
Населення — 14 осіб (2010, 54 у 2002).
Національний склад станом на 2002 рік:
- удмурти — 89 %